# لاديسلاف ناغي
لاديسلاف ناغي (بالسلوفاكية: Ladislav Nagy) هو لاعب هوكي الجليد سلوفاكي، ولد في 1 يونيو 1979 في كوشيتسه في سلوفاكيا.

## وصلات خارجية
- اديسلاف ناجي على موقع دوري الهوكي الوطني (الإنجليزية)
- اديسلاف ناجي على موقع دوري الهوكي للقارات (الإنجليزية)
- اديسلاف ناجي على موقع EliteProspects.com (الإنجليزية)
- اديسلاف ناجي على موقع Eurohockey.com (الإنجليزية)
- اديسلاف ناجي على موقع HockeyDB.com (الإنجليزية)
- اديسلاف ناجي على موقع Hockey-Reference.com (الإنجليزية)
- اديسلاف ناجي على موقع اللجنة الأولمبية الدولية (الإنجليزية)
- اديسلاف ناجي على موقع أوليمبيديا (الإنجليزية)
- اديسلاف ناجي على موقع اللجنة الأولمبية السلوفاكية (السلوفاكية)